# Verdon (Dakota del Sur)
Verdon es un pueblo ubicado en el condado de Brown en el estado estadounidense de Dakota del Sur. En el Censo de 2010 tenía una población de 5 habitantes y una densidad poblacional de 7,66 personas por km².

## Geografía
Verdon se encuentra ubicado en las coordenadas 45°14′39″N 98°5′57″O / 45.24417, -98.09917. Según la Oficina del Censo de los Estados Unidos, Verdon tiene una superficie total de 0.65 km², de la cual 0.65 km² corresponden a tierra firme y (0%) 0 km² es agua.

## Demografía
Según el censo de 2010, había 5 personas residiendo en Verdon. La densidad de población era de 7,66 hab./km². De los 5 habitantes, Verdon estaba compuesto por el 100% blancos, el 0% eran afroamericanos, el 0% eran amerindios, el 0% eran asiáticos, el 0% eran isleños del Pacífico, el 0% eran de otras razas y el 0% pertenecían a dos o más razas. Del total de la población el 0% eran hispanos o latinos de cualquier raza.